# Golden Globe Awards 1967
Die 24. Verleihung der Golden Globe Awards fand am 15. Februar 1967 statt.

## Preisträger und Nominierungen

### Bester Film – Drama
Ein Mann zu jeder Jahreszeit (A Man for All Seasons) – Regie: Fred Zinnemann
- Die gefürchteten Vier (The Professionals) – Regie: Richard Brooks
- Frei geboren – Königin der Wildnis (Born Free) – Regie: James Hill
- Kanonenboot am Yangtse-Kiang (The Sand Pebbles) – Regie: Robert Wise
- Wer hat Angst vor Virginia Woolf? (Who’s Afraid of Virginia Woolf?) – Regie: Mike Nichols

### Bester Film – Musical/Komödie
Die Russen kommen! Die Russen kommen! (The Russians Are Coming, the Russians Are Coming) – Regie: Norman Jewison
- Big Boy, jetzt wirst Du ein Mann! (You’re a Big Boy Now) – Regie: Francis Ford Coppola
- Das Mädchen aus der Cherry-Bar (Gambit) – Regie: Ronald Neame
- Finger weg von meiner Frau (Not with My Wife, You Don't!) – Regie: Norman Panama
- Toll trieben es die Römer (A Funny Thing Happened on the Way to the Forum) – Regie: Richard Lester

### Beste Regie
Fred Zinnemann – Ein Mann zu jeder Jahreszeit (A Man for All Seasons)
- Lewis Gilbert – Der Verführer läßt schön grüßen (Alfie)
- Claude Lelouch – Ein Mann und eine Frau (Un homme et une femme)
- Mike Nichols – Wer hat Angst vor Virginia Woolf? (Who’s Afraid of Virginia Woolf?)
- Robert Wise – Kanonenboot am Yangtse-Kiang (The Sand Pebbles)

### Bester Hauptdarsteller – Drama
Paul Scofield – Ein Mann zu jeder Jahreszeit (A Man for All Seasons)
- Richard Burton – Wer hat Angst vor Virginia Woolf? (Who’s Afraid of Virginia Woolf?)
- Michael Caine – Der Verführer läßt schön grüßen (Alfie)
- Steve McQueen – Kanonenboot am Yangtse-Kiang (The Sand Pebbles)
- Max von Sydow – Hawaii

### Beste Hauptdarstellerin – Drama
Anouk Aimée – Ein Mann und eine Frau (Un homme et une femme)
- Ida Kamińska – Das Geschäft in der Hauptstraße (Obchod na korze)
- Virginia McKenna – Frei geboren – Königin der Wildnis (Born Free)
- Elizabeth Taylor – Wer hat Angst vor Virginia Woolf? (Who’s Afraid of Virginia Woolf?)
- Natalie Wood – Dieses Mädchen ist für alle (This Property Is Condemned)

### Bester Hauptdarsteller – Musical/Komödie
Alan Arkin – Die Russen kommen! Die Russen kommen! (The Russians Are Coming, the Russians Are Coming)
- Alan Bates – Georgy Girl
- Michael Caine – Das Mädchen aus der Cherry-Bar (Gambit)
- Lionel Jeffries – Der Spion mit der kalten Nase (The Spy with a Cold Nose)
- Walter Matthau – Der Glückspilz (The Fortune Cookie)

### Beste Hauptdarstellerin – Musical/Komödie
Lynn Redgrave – Georgy Girl
- Jane Fonda – Jeden Mittwoch (Any Wednesday)
- Elizabeth Hartman – Big Boy, jetzt wirst Du ein Mann! (You’re a Big Boy Now)
- Shirley MacLaine – Das Mädchen aus der Cherry-Bar (Gambit)
- Vanessa Redgrave – Protest (Morgan: A Suitable Case for Treatment)

### Bester Nebendarsteller
Richard Attenborough – Kanonenboot am Yangtse-Kiang (The Sand Pebbles)
- Makoto Iwamatsu – Kanonenboot am Yangtse-Kiang (The Sand Pebbles)
- Robert Shaw – Ein Mann zu jeder Jahreszeit (A Man for All Seasons)
- John Saxon – Südwest nach Sonora (The Appaloosa)
- George Segal – Wer hat Angst vor Virginia Woolf? (Who’s Afraid of Virginia Woolf?)

### Beste Nebendarstellerin
Jocelyne LaGarde – Hawaii
- Sandy Dennis – Wer hat Angst vor Virginia Woolf? (Who’s Afraid of Virginia Woolf?)
- Vivien Merchant – Der Verführer läßt schön grüßen (Alfie)
- Geraldine Page – Big Boy, jetzt wirst Du ein Mann! (You’re a Big Boy Now)
- Shelley Winters – Der Verführer läßt schön grüßen (Alfie)

### Bester Nachwuchsdarsteller
James Farentino – The Pad and How to Use It
- Alan Arkin – Die Russen kommen! Die Russen kommen! (The Russians Are Coming, the Russians Are Coming)
- Alan Bates – Georgy Girl
- John Phillip Law – Die Russen kommen! Die Russen kommen! (The Russians Are Coming, the Russians Are Coming)
- Antonio Sabàto – Grand Prix

### Bester Nachwuchsdarstellerin
Camilla Sparv – Immer wenn er Dollars roch (Dead Heat on a Merry-Go-Round)
- Candice Bergen – Kanonenboot am Yangtse-Kiang (The Sand Pebbles)
- Marie Gomez – Die gefürchteten Vier (The Professionals)
- Lynn Redgrave – Georgy Girl
- Jessica Walter – Grand Prix

### Bestes Drehbuch
Robert Bolt – Ein Mann zu jeder Jahreszeit (A Man for All Seasons)
- Robert Anderson – Kanonenboot am Yangtse-Kiang (The Sand Pebbles)
- Ernest Lehman – Wer hat Angst vor Virginia Woolf? (Who’s Afraid of Virginia Woolf?)
- Bill Naughton – Der Verführer läßt schön grüßen (Alfie)
- William Rose – Die Russen kommen! Die Russen kommen! (The Russians Are Coming, the Russians Are Coming)

### Beste Filmmusik
Elmer Bernstein – Hawaii
- Jerry Goldsmith – Kanonenboot am Yangtse-Kiang (The Sand Pebbles)
- Maurice Jarre – Brennt Paris? (Paris brûle-t-il?)
- Francis Lai – Ein Mann und eine Frau (Un homme et une femme)
- Toshirō Mayuzumi – Die Bibel (The Bible: In the Beginning...)

### Bester Filmsong
„Strangers in the Night“ aus Willkommen, Mister B. (A Man Could Get Killed) – Bert Kaempfert, Charles Singleton, Eddie Snyder
- „A Man and a Woman“ aus Ein Mann und eine Frau (Un homme et une femme) – Pierre Barouh, Francis Lai
- „Alfie“ aus Der Verführer läßt schön grüßen (Alfie) – Burt Bacharach, Hal David
- „Born Free“ aus Frei geboren – Königin der Wildnis (Born Free) – John Barry, Don Black
- „Georgy Girl“ aus Georgy Girl – Jim Dale, Tom Springfield

### Bester fremdsprachiger Film
Ein Mann und eine Frau (Un homme et une femme), Frankreich – Regie: Claude Lelouch
- Aber, aber, meine Herren… (Signore & signori), Italien – Regie: Pietro Germi
- Die Liebe einer Blondine (Lásky jedné plavovlásky), Tschechoslowakei – Regie: Miloš Forman
- Gamlet, Sowjetunion – Regie:  Grigori Kozintsev
- Pas question le samedi, Frankreich/Italien/Israel – Regie: Alex Joffé

### Bester englischsprachiger ausländischer Film
Der Verführer läßt schön grüßen (Alfie), Großbritannien – Regie: Lewis Gilbert
- Blow Up, Großbritannien – Regie: Michelangelo Antonioni
- Der Spion mit der kalten Nase (The Spy with a Cold Nose), Großbritannien – Regie: Daniel Petrie
- Georgy Girl, Großbritannien – Regie: Silvio Narizzano
- Protest (Morgan: A Suitable Case for Treatment), Großbritannien – Regie: Karel Reisz
- Romeo and Juliet, Großbritannien – Regie: Paul Czinner

## Nominierungen und Gewinner im Bereich Fernsehen

### Beste Fernsehserie
Tennisschläger und Kanonen (I Spy)
- Auf der Flucht (The Fugitive)
- Solo für O.N.C.E.L. (The Man from U.N.C.L.E.)
- Süß, aber ein bißchen verrückt (That Girl)
- Wettlauf mit dem Tod (Run for Your Life)

### Bester Darsteller in einer Fernsehserie
Dean Martin – The Dean Martin Show
- Bill Cosby – Tennisschläger und Kanonen (I Spy)
- Robert Culp – Tennisschläger und Kanonen (I Spy)
- Ben Gazzara – Wettlauf mit dem Tod (Run for Your Life)
- Christopher George – The Rat Patrol

### Beste Darstellerin in einer Fernsehserie
Marlo Thomas – Süß, aber ein bißchen verrückt (That Girl)
- Phyllis Diller – The Pruitts of Southampton
- Barbara Eden – Bezaubernde Jeannie (I Dream of Jeannie)
- Elizabeth Montgomery – Verliebt in eine Hexe (Bewitched)
- Barbara Stanwyck – Big Valley (The Big Valley)